# اچ‌ام‌اس هیند (۱۷۴۹)
اچ‌ام‌اس هیند (۱۷۴۹) (به انگلیسی: HMS Hind (1749)) یک کشتی بود که طول آن ۱۱۲ فوت ۱۰ اینچ (۳۴٫۳۹ متر) بود. این کشتی در سال ۱۷۴۹ ساخته شد.